# Charles F. Hurley

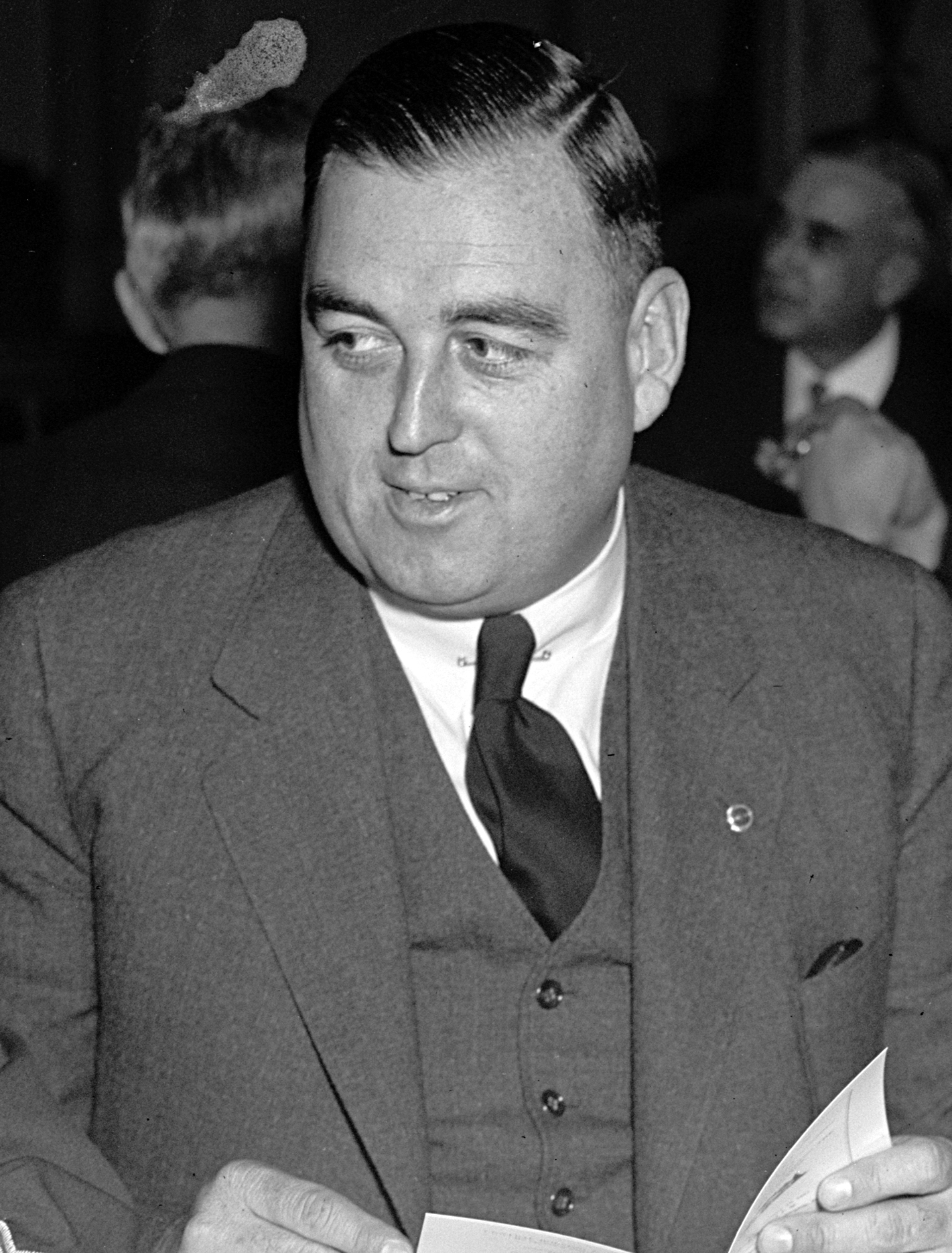
Charles F. Hurley (1937)

Charles Francis Hurley (* 24. November 1893 in Cambridge, Massachusetts; † 24. März 1946) war ein US-amerikanischer Politiker und von 1937 bis 1939 Gouverneur des Bundesstaates Massachusetts.

## Frühe Jahre und politischer Aufstieg
Charles Hurley besuchte die öffentlichen Schulen in seiner Heimat und dann bis 1915 das Boston College. Während des Ersten Weltkrieges war er Mitglied der US-Marine. Hurley schloss sich der Demokratischen Partei an und war zwischen Januar 1931 und Januar 1937 Finanzminister (Treasurer) des Staates Massachusetts. Im Jahr 1936 wurde er zum neuen Gouverneur seines Staates gewählt, wobei er sich mit 48:46 Prozent der Stimmen gegen den Republikaner John W. Haigis durchsetzte.

## Gouverneur von Massachusetts
Hurley trat sein neues Amt am 7. Januar 1937 an. In seiner zweijährigen Regierungszeit wurden Mindestlöhne für Frauen und Kinderarbeit festgelegt. Eine Gesetzesvorlage der Legislative, die die Lehrer des Staates zu einem Treueschwur verpflichten sollte, scheiterte am Veto des Gouverneurs. In dieser Zeit kam es zu einem Konflikt mit dem Staat Georgia, weil sich Gouverneur Hurley weigerte, einen entflohenen Sträfling auszuliefern. Nachdem er 1938 nicht wiedergewählt worden war, musste Charles Hurley sein Amt am 5. Januar 1939 aufgeben.
Nach dem Ende seiner Gouverneurszeit zog sich Hurley aus der Politik zurück. Er starb im März 1946. Mit seiner Frau Marion Conley hatte er fünf Kinder.